# 78e méridien ouest
En géographie, le 78e méridien ouest est le méridien joignant les points de la surface de la Terre dont la longitude est égale à 78° ouest.

## Géographie

### Dimensions
Comme tous les autres méridiens, la longueur du 78e méridien correspond à une demi-circonférence terrestre, soit 20 003,932 km. Au niveau de l'équateur, il est distant du méridien de Greenwich de 8 683 km,.
Avec le 102e méridien est, il forme un grand cercle passant par les pôles géographiques terrestres.

### Régions traversées
En commençant par le pôle Nord et descendant vers le sud au pôle Sud, Le 78e méridien ouest passe par:
| Coordonnées          | Pays, territoire ou mer | Notes |
| -------------------- | ----------------------- | --- |
| 90° 00′ N, 78° 00′ O | Océan Arctique          | |
| 82° 54′ N, 78° 00′ O | Canada                  | Nunavut — Île Ellesmere |
| 77° 28′ N, 78° 00′ O | Baie de Baffin          | |
| 76° 59′ N, 78° 00′ O | Canada                  | Nunavut — Île Ellesmere |
| 76° 37′ N, 78° 00′ O | Baie de Baffin          | |
| 73° 38′ N, 78° 00′ O | Canada                  | Nunavut — Île Bylot |
| 72° 53′ N, 78° 00′ O | Passage Tasiujaq        | |
| 72° 41′ N, 78° 00′ O | Canada                  | Nunavut — Île de Baffin |
| 70° 14′ N, 78° 00′ O | Bassin de Foxe          | |
| 69° 43′ N, 78° 00′ O | Canada                  | Nunavut — Île Koch |
| 69° 37′ N, 78° 00′ O | Bassin de Foxe          | |
| 65° 00′ N, 78° 00′ O | Canada                  | Nunavut — Péninsule de Foxe, Île de Baffin |
| 64° 25′ N, 78° 00′ O | Canal de Foxe           | |
| 64° 00′ N, 78° 00′ O | Canada                  | Nunavut — ile sans nom juste à l'ouest de Île Mill (en) |
| 63° 57′ N, 78° 00′ O | Canal de Foxe           | |
| 63° 28′ N, 78° 00′ O | Canada                  | Nunavut — Île Nottingham |
| 63° 07′ N, 78° 00′ O | Canal de Foxe           | |
| 62° 35′ N, 78° 00′ O | Canada                  | Nunavut — Îles Digges |
| 62° 33′ N, 78° 00′ O | Baie d'Hudson           | |
| 62° 23′ N, 78° 00′ O | Canada                  | Québec — Péninsule d'Ungava |
| 61° 42′ N, 78° 00′ O | Baie d'Hudson           | |
| 60° 59′ N, 78° 00′ O | Canada                  | Québec — Péninsule d'Ungava |
| 60° 46′ N, 78° 00′ O | Baie d'Hudson           | |
| 59° 16′ N, 78° 00′ O | Canada                  | Québec — Péninsule d'Ungava Nunavut — à partir de 58° 21′ N, 78° 00′ O, Île Frazier (en) |
| 58° 20′ N, 78° 00′ O | Baie d'Hudson           | Passe par les Îles Salikuit (en) (à 56° 18′ N, 78° 00′ O) |
| 55° 11′ N, 78° 00′ O | Canada                  | Québec Ontario — à partir de 46° 14′ N, 78° 00′ O |
| 43° 58′ N, 78° 00′ O | Lac Ontario             | |
| 43° 22′ N, 78° 00′ O | États-Unis              | New York Pennsylvanie — à partir de 42° 00′ N, 78° 00′ O Maryland — à partir de 39° 43′ N, 78° 00′ O West Virginia — à partir de 39° 36′ N, 78° 00′ O Virginia — à partir de 39° 14′ N, 78° 00′ O Caroline du Nord — à partir de 36° 33′ N, 78° 00′ O (passe juste à l'ouest de Wilmington à 34°14'N) |
| 33° 51′ N, 78° 00′ O | Océan Atlantique        | |
| 26° 43′ N, 78° 00′ O | Bahamas                 | Île de Grand Bahama |
| 26° 39′ N, 78° 00′ O | Océan Atlantique        | Passe juste à l'ouest des Îles Berry, Bahamas (à 25° 49′ N, 77° 55′ O) |
| 25° 09′ N, 78° 00′ O | Bahamas                 | Île Andros |
| 24° 13′ N, 78° 00′ O | Océan Atlantique        | |
| 22° 18′ N, 78° 00′ O | Cuba                    | Cayo Romano et le continent |
| 20° 42′ N, 78° 00′ O | Mer des Caraïbes        | |
| 18° 27′ N, 78° 00′ O | Jamaïque                | |
| 18° 07′ N, 78° 00′ O | Mer des Caraïbes        | |
| 9° 11′ N, 78° 00′ O  | Panama                  | |
| 7° 19′ N, 78° 00′ O  | Océan Pacifique         | Passe juste à l'est de l'Île Gorgona, Colombie (à 3° 00′ N, 78° 10′ O) |
| 2° 39′ N, 78° 00′ O  | Colombie                | |
| 0° 50′ N, 78° 00′ O  | Équateur                | |
| 3° 08′ S, 78° 00′ O  | Pérou                   | |
| 10° 26′ S, 78° 00′ O | Océan Pacifique         | |
| 60° 00′ S, 78° 00′ O | Océan Austral           | |
| 72° 31′ S, 78° 00′ O | Antarctique             | Liste des territoires revendiqués par le Chili (Province de l'Antarctique chilien) et par le Royaume-Uni (Territoire antarctique britannique) |